# Stefan Bliem
Stefan Bliem (5 maggio 1983) è un calciatore austriaco, portiere del Gloggnitz.